# Club Deportivo Soledad
El Deportivo Soledad F.C. fue un club de fútbol colombiano de la ciudad de Soledad, Atlántico .

## Historia
Este club nace luego de la desaparición del Deportivo Unicosta de Barranquilla, equipo que vendió su ficha para darle paso al también desaparecido Deportivo Soledad, que disputó la segunda categoría solo un año y que por problemas económicos le fue imposible sostenerse y terminó despareciendo.
El club fue presenado el 21 de abril de 1999 con esta anuncio periodístico; El Club Deportivo Soledad, que actuará desde el fin de semana en el Torneo de Fútbol de la Primera B, será presentado hoy ante la prensa por la junta directiva. El acto se cumplirá en el auditorio de Combarranquilla, desde las doce del día. El equipo es orientado por el argentino Raúl Navarro, quien es asistido por William Knigth. El presidente es Eduardo Cervantes López.
En la temporada 2001 el club cambió de sede y nombre para jugar como Club Atlético Barranquilla, desapareciendo al final del año.

## Uniforme
- Uniforme titular: Camiseta verde, pantalón azul, medias celestes.
- Uniforme alternativo: Camiseta blanca, pantalón verde, medias azules

## Entrenadores
Durante su corta historia el club fue dirigido por un entrenador:
- Raúl Navarro (1999-2000)

## Datos del Club
- Temporadas en 1ª: 0.
- Temporadas en 2ª: 2 (1999-2000).